# Ilija Spasojević
Ilija Spasojević, né le 11 septembre 1987 à Bar, est un footballeur international indonésien d'origine monténégrine qui évolue au poste d'attaquant au Bali United.

## Biographie

### En club
Le 1er octobre 2011, Spasojević signe un contrat avec le PSM Makassar dans la première ligue indonésienne.
Le 23 janvier 2012, il est rapporte que le club Serie B de Brescia Calcio voulait le signer, mais le PSM Makassar refuse l'offre quelques jours plus tard.
En décembre 2015, Spasojević signe un contrat de 2 ans avec Melaka United. Spasojević également remporté le Soulier d'Or de Malaisie 2016 et il est nommé à deux reprises Joueur du mois PFA Malaisie.
En août 2017, Spasojević signe pour le Bhayangkara. Il marque 13 buts en 16 matches de championnat et il est devenu champion de la saison 2017.
En décembre 2017, Spasojević signe un contrat de trois ans avec Bali United.
Le 20 septembre 2023, Spasojević marque deux fois lors d'une victoire 2 à 5 contre le Stallion Laguna en phase de groupes du Coupe AFC.

## Palmarès
- Avec le Dinamo Tbilisi
  - Championnat de Géorgie en 2007-08
  - Coupe de Géorgie en 2009
  - Supercoupe de Géorgie en 2008

- Avec le Bhayangkara
  - Championnat d'Indonésie en 2017

- Avec le Bali United
  - Championnat d'Indonésie en 2019 et 2021-2022